# Dicomano
Dicomano (pronuncia: /dikoˈmano/) è un comune italiano di 5 611 abitanti della città metropolitana di Firenze in Toscana. Appartiene alla Comunità montana Mugello, pur essendo geograficamente l'ultimo comune di nord-ovest della Valdisieve, della quale ha sempre fatto parte amministrativamente fino al 2008.

## Geografia fisica
Il centro abitato di Dicomano sorge lungo la Strada Statale 67 Tosco-Romagnola, all'incrocio con la Strada Statale 551 Traversa del Mugello.
Ubicato in riva sinistra del fiume Sieve alla confluenza con il torrente Comano; all'incrocio della vallata del Mugello con la Valdisieve e la vallata di San Godenzo. Il paesaggio varia tra il fondovalle, collinare e montano e spazia da corsi d'acqua a boschi di castagni, cerri o faggi.

## Storia
Non è stato stabilito con certezza se il nome del paese venga dal fiume Comano, o si riferisca ad un campo fortificato romano, attraversato da un decumanus. Nella località di San Martino a Poggio (frazione Frascole) troviamo l'area archeologica visitabile in estate che racchiude un antico abitato etrusco, con un grande edificio di difficile interpretazione: un bastione difensivo o il podio di un tempio, mai terminato.
Dal centro storico medievale di Dicomano parte la strada che porta in Romagna e che percorse il fuggitivo Dante Alighieri.

### Simboli
Lo stemma, liberamente utilizzato dal Comune anche se privo di formale decreto di concessione, si può blasonare: troncato: nel primo inquartato in decusse d'oro e d'azzurro, al leone al naturale, attraversante; nel secondo d'azzurro, alla coppa d'oro; e sul tutto di Firenze che è d'argento al giglio aperto e bottonato di rosso. Il gonfalone è un drappo di verde.

## Monumenti e luoghi d'interesse
Il centro storico del capoluogo conserva un antico e caratteristico aspetto, specie nella via principale con i portici costituiti da archi sorretti da colonne a sezione quadrangolare che risalgono al secolo XVII ed alcuni importanti monumenti.

### Architetture religiose
- Pieve di Santa Maria, la chiesa più importante del capoluogo, presenta una struttura romanica e risale al XII secolo, sebbene ristrutturata dopo i terremoti del 1542 e del 1919. La poderosa torre campanaria probabilmente è di origine militare. Ha impianto basilicale a tre navate separate da archeggiature impostate su pilastri. Il suo orientamento è stato rovesciato, in quanto il portale si apre dove in origine era l'abside semicircolare. L'interno, di solito chiuso, conserva un notevole patrimonio artistico, con opere di Ventura di Moro, Santi Buglioni, Giovan Battista Naldini, Cosimo Gamberucci, Santi di Tito, Francesco Curradi ed Agostino Melissi.
- Oratorio di Sant'Onofrio, altro importante monumento del capoluogo, all'inizio della strada verso Forlì, buon esempio di Neoclassicismo di Giuseppe Del Rosso, e risalente al 1796. L'imponente portico in pietra arenaria presenta quattro colonne cilindriche sormontate da un frontone triangolare e dietro la vera e propria costruzione che supera in altezza il portico stesso. L'interno presenta una cupola su sedici colonne che presentano capitelli di stile corinzio. All'altare maggiore è la venerata Madonna dello Spedale e, a lato, l'Immacolata concezione fra i Santi di Lorenzo Lippi (1662).
- Chiesa di Sant'Antonio Abate (Dicomano), si erge vicino allo scomparso Spedale di Sant'Antonio a Onda, luogo di sosta di pellegrini. L'interno ad unica navata con quattro altari in pietra serena, conserva una terracotta invetriata rappresentante la Madonna col Bambino in gloria d'Angeli, attribuita a Benedetto Buglioni, e una Madonna con Bambino e Santi di Giovanni del Biondo, insieme ad altre opere d'arte.
- Oratorio della Santissima Annunziata, anche denominato Oratorio di Monte Domini (Parrocchia della Località di Montedomini)  piccola cappella, ricostruita nel corso del secolo XVIII, ad aula unica coperta a volta, dove sono due altari in pietra serena settecenteschi. Sull'altar maggiore del tardo Settecento si conserva un notevole affresco della fine del secolo XV raffigurante l'Annunciazione, di ignoto pittore vicino a Luca Signorelli.
- Chiesa di Santa Maria ad Agnano, di origine romanica già appartenente ai monaci vallombrosani di Sant'Ellero e quasi completamente rovinata dal terremoto del 1919, fu ricostruita in stile neomedievale. La chiesa, con semplice facciata a capanna conserva all'interno, murato nella parete absidale, un ciborio in pietra serena della fine del XV secolo.
- Pieve di San Martino a Corella, anch'essa di origine romanica già dotata anche di ospedale pere pellegrini e possesso del monastero di San Miniato al Monte. L'antica pieve fu abbandonata e poi riedificata, in posizione più elevata, nel tardo Settecento e poi in parte rifatta nel XIX secolo. All'interno è una tela con la Madonna con i Santi Pietro e Paolo datata 1646.
- Convento di San Giovanni Battista a Sandetole, ricordata come pieve dalla fine del X secolo, fu ristrutturata dai francescani all'inizio del Settecento assieme all'annesso convento. L'interno è decorato da affreschi neoclassici e da tele settecentesche, fra le quali il Transito di San Giuseppe di Michele Pacini (1732). Il coro ligneo e l'arredamento della sagrestia furono scolpiti in quegli stessi anni nei quali venne integralmente ridecorata la chiesa, la quale viene così a costituire una valida testimonianza del gusto tardobarocco diffusosi al tempo degli ultimi Medici. Ugualmente settecentesco è il grande edificio conventuale che affianca la chiesa.
- San Jacopo a Frascole, le cui origini risalgono all'inizio del XIII secolo, poi innalzata a pieve nel 1719. Semidistrutta dal terremoto del 1919, fu ricostruita in forme di una certa vicinanza a quelle precedenti. La facciata, totalmente ricostruita, si presenta semplice, in pietra, e l'interno è ad unica navata con cappelle laterali[6].

### Architetture civili

#### Palazzi e ville

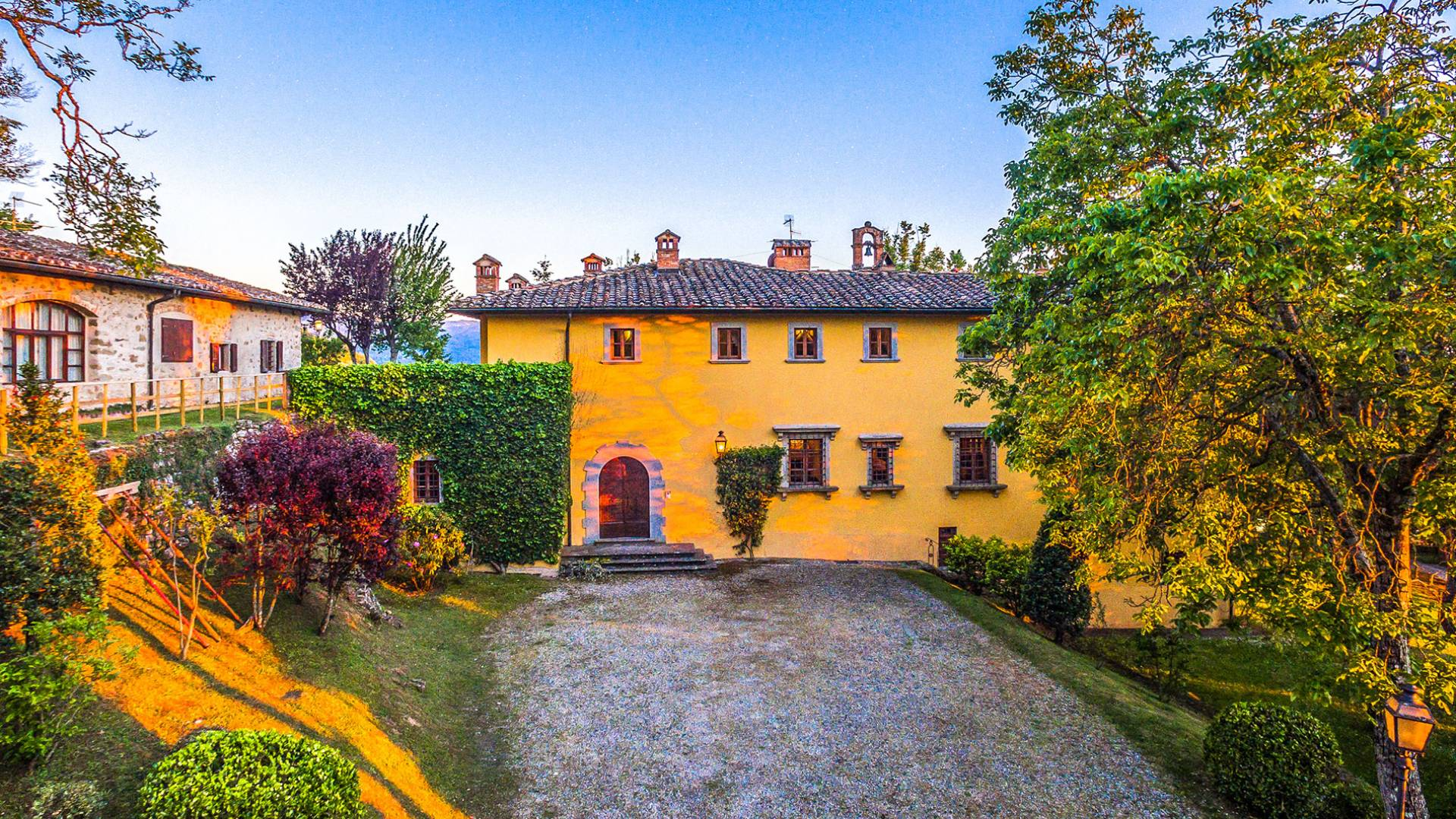
Villa Montedomini il Palagio

- Palazzo delle scuole: edificio di Pietro Comini risalente al 1888, oggi Municipio, di forme classicheggianti.
- Palazzo dalle Pozze: residenza signorile del XVII-XVIII secolo.
- Palazzo della Nave: residenza signorile del XVII-XVIII secolo.
- Molin di Marco: casa colonica di aspetto ancora antico.
- Casa di monte: casa colonica che conserva caratteri antichi.
- Villa di Poggio Frascole, ristrutturata nel 1794 da Giuseppe del Rosso.[7]
- Villa Il Palagio, oggi Fattoria Montedomini, si trova nell'omonima località ed è una villa cinquecentesca di 1500 m² circondata da circa 700 ettari di terreno, con cascine, boschi e campi, fu un tempo riserva di caccia della Famiglia Medici. La dimora storica è costituita da un edificio a pianta quadrata, con un piccolo cortile interno pensato per filtrare la luce agli ambienti attigui e ricorda, seppur in scala ridotta, le grandiose ville medicee come la Villa La Petraia.

Altri edifici importanti si sono salvati dal passaggio del terremoto e dalla guerra, tra questi occorre menzionare la vecchia sede municipale, l'abitato nei pressi del Ponte Vecchio e il quartiere forese.

#### Aree di interesse archeologico
- Scavi archeologici di Frascole: Il territorio di Dicomano è ricco di presenze archeologiche. L'area di Frascole è quella che ha restituito i più consistenti reperti. I numerosi scavi hanno permesso di scoprire, oltre alle fondazioni dell'antica chiesa romanica di S. Martino al Poggio, materiali riferibili dal VI secolo a.C. al I secolo d.C., nonché il poderoso perimetro quadrangolare di un edificio etrusco, che probabilmente era una struttura difensiva a controllo della strada di transito proveniente dal Casentino. È presumibile che l'edificio potesse essere una residenza fortificata (della stessa natura dei castelli medioevali) appartenente ad una grande famiglia gentilizia rurale, i Velasna. Non è comunque da scartare l'ipotesi che tale ritrovamento potesse essere anche un grande tempio in relazione a quei frammenti fittili ritrovati dal Gruppo Archeologico Dicomanese, attualmente conservati nel palazzo comunale di Dicomano. Il ritrovamento più interessante è una stele di tipo fiesolano. Si tratta di un monumento funerario del VI secolo a.C., ben conservato, con una decorazione a bassorilievo, che raffigura una figura maschile barbuta, che può tra l'altro indicare la presenza di un sepolcro tra la frazione di Frascole ed il capoluogo. Tutti i reperti che provengono dall'area archeologica di San Martino a Poggio (loc. Frascole) sono conservati all'interno del Museo archeologico comprensoriale del Mugello e della Val di Sieve situato a pian terreno del palazzo comunale in piazza della Repubblica a Dicomano.

### Altro
- Monumento ai caduti, di Angelo Vannetti (1926), in piazza della Repubblica. Una colonna in travertino di Rapolano termina in alto con un’aquila e due aquilotti in bronzo, davanti alla quale è posta la statua di un soldato in bronzo che protende una daga con la mano destra a difesa della Patria. Le forme geometriche di ispirazione classica e la rigidità del soldato sono tipici della scultura celebrativa littoria. Il monumento fu realizzato da Angiolo Vannetti e inaugurato il 1 giugno 1926[8].

## Società

### Evoluzione demografica
Lo sviluppo dell'abitato di Dicomano avviene nel medioevo come centro di mercato di passaggio tra il Mugello e la Romagna Toscana. Il toponimo è attestato per la prima volta nel 1103 come Decomano, nome derivato dal latino decumanus ("decumano"). Centro prevalentemente agricolo, durante la seconda guerra mondiale subì importanti distruzioni causate dalla vicinanza dell'abitato alle prime opere difensive della Linea Gotica.
Abitanti censiti

### Etnie e minoranze straniere
Secondo i dati ISTAT al 31 dicembre 2010 la popolazione straniera residente era di 604 persone. Le nazionalità maggiormente rappresentate in base alla loro percentuale sul totale della popolazione residente erano:
- Albania 287 4,97%
- Romania 137 2,37%

## Cultura

### Musei
- Museo archeologico

### Musica
Scuola Comunale di Musica gestita da Associazione Sound

## Geografia antropica

### Frazioni
Corella: è una frazione situata in una vallata dell'Appennino Tosco-Romagnolo. In passato era molto popolata, oggigiorno sono rimasti solo pochi abitanti e la maggioranza delle case viene usata solo per vacanza. Tra le cose più caratteristiche da vedere vi è la chiesa del 1184.
San Detole, ex Contea: è una frazione di circa 2 000 abitanti fra Dicomano e Rufina. Ha una chiesa in stile romanico, con annesso un ex-convento, dove prima risiedevano i frati francescani. Adesso il convento è adibito a convitto per dare ospitalità a turisti e pellegrini sia d'inverno sia d'estate.
Contea è dipartita nei comuni di Dicomano, Londa e Rufina. Per San Giovanni c'è la festa rionale dove si sfidano le squadre dei 3 rioni: Pizzicotto (Rufina), Pozzo e Sandetole (entrambi nel comune di Dicomano). Fra le frazioni del comune di Dicomano è la più grande. Dal 2011 la frazione nel territorio dicomanese ha preso il nome di San Detole, mentre è rimasto il nome di Contea negli altri due comuni.
Montedomini, ex Monte Domini: è una frazione situata su una strada che da Montedomini porta alla frazione di Vicorati, oggi situata nel comune di Londa. La strada, contrassegnata dall’indicazione Vicorati -  Montedomini, si snoda nella suggestiva zona di Vicorati ricca di costruzioni e ruderi di antiche fortificazioni dove, per altra via, si può raggiungere la sommità del colle su cui sorgeva l’antico castello dei Guidi. Attraversato l’abitato di Sessola, dopo circa quattro chilometri s’incontra sulla destra la cinquecentesca Villa Il Palagio, oggi Fattoria Montedomini, che nel Rinascimento fu riserva di caccia della Famiglia de'Medici. Dopo circa un chilometro, un breve tratto di mulattiera porta al sagrato lastricato a pietre dell’Oratorio di Montedomini, dedicato alla Santissima Annunziata, chiesa aggregata, sin dal 1572, a Sant'Andrea a Vicorati.

## Infrastrutture e trasporti
Dicomano dispone di due stazioni ferroviarie sul proprio territorio, ovvero la stazione di Dicomano e la stazione di Contea-Londa, che serve le due località omonime. Il trasporto pubblico su gomma è svolto, come in tutta la Regione Toscana, da Autolinee Toscane.

## Amministrazione
Di seguito è presentata una tabella relativa alle amministrazioni che si sono succedute in questo comune.
| Periodo        | Periodo        | Primo cittadino         | Partito                                                        | Carica  | Note   |
| -------------- | -------------- | ----------------------- | -------------------------------------------------------------- | ------- | ------ |
| 27 giugno 1985 | 8 giugno 1990  | Sauro Paoli             | Partito Comunista Italiano                                     | Sindaco | [ 10 ] |
| 10 luglio 1990 | 24 aprile 1995 | Sauro Paoli             | Partito Comunista Italiano, Partito Democratico della Sinistra | Sindaco | [ 10 ] |
| 24 aprile 1995 | 14 giugno 1999 | Riccardo Gabellini      | Partito Democratico della Sinistra                             | Sindaco | [ 10 ] |
| 14 giugno 1999 | 14 giugno 2004 | Riccardo Gabellini      | centro-sinistra                                                | Sindaco | [ 10 ] |
| 14 giugno 2004 | 8 giugno 2009  | Ida In Brazzini Ciucchi | Democratici di Sinistra                                        | Sindaco | [ 10 ] |
| 8 giugno 2009  | 26 maggio 2014 | Ida Ciucchi             | centro-sinistra                                                | Sindaco | [ 10 ] |
| 26 maggio 2014 | 27 maggio 2019 | Stefano Passiatore      | SEL, PD, PSI                                                   | Sindaco | [ 10 ] |
| 27 maggio 2019 | 9 Giugno 2024  | Stefano Passiatore      | centro-sinistra: Centrosinistra Uniti per Dicomano             | Sindaco | [ 10 ] |

### Gemellaggi
- Groß-Umstadt, dal 2010